# Aporosa yunnanensis
Aporosa yunnanensis är en emblikaväxtart som först beskrevs av Ferdinand Albin Pax och Käthe Hoffmann, och fick sitt nu gällande namn av Franklin Post Metcalf. Aporosa yunnanensis ingår i släktet Aporosa och familjen emblikaväxter. Inga underarter finns listade i Catalogue of Life.